# Лушниково (Томская область)
Лушниково — посёлок в Томской области России, входит в состав муниципального образования «Город Кедровый».

## История
Законом Томской области от 14 октября 2004 года № 219-ОЗ "О наделении статусом городского округа и установлении границ муниципального образования «Город Кедровый» посёлок Лушниково вошёл в состав муниципального образования «Город Кедровый».

## География
Посёлок расположен на реке Чузик (бассейн Оби), у впадения в неё притока Ольга. Река Ольга разделяет Лушниково от села Пудино того же муниципального образования.

## Население
| 2002 | 2010 | 2012 | 2013 | 2014 | 2015 | 2021 |
| ---- | ---- | ---- | ---- | ---- | ---- | ---- |
| 300  | ↘203 | ↗220 | ↘208 | ↘198 | ↘197 | ↘121 |

## Инфраструктура
Личное подсобное хозяйство.

## Транспорт
Просёлочные дороги.